# Herefossfjorden
Herefossfjorden er en sø som ligger i Birkenes kommune i Agder fylke i Norge.
Den er en del af Tovdalselven. Søerne Gauslåfjorden og Uldalsåna ligger tæt ved Herefossfjordens nordlige ende, i nærheden af landsbyen Herefoss. Uldalsåna er opstemmet med en dæmning, og Gauslåfjorden strømmer ind i Herefossfjorden i et vandfald.